# Hauptmann
Hauptmann és una paraula alemanya generalment traduïda com a capità quan s'usa com un grau en els exèrcits alemany, austríac i suís. Mentre que Haupt en idioma alemany contemporani significa 'principal', el significat antic de la paraula era el de 'cap', és a dir, Hauptmann, literalment, es tradueix com 'cap', que és també l'arrel etimològica de "capità "(del llatí caput, 'cap').